# Piet Dankert
Piet Dankert (8 de enero de 1934-21 de junio de 2003) fue un político holandés miembro del Partido van de Arbeid.
Fue elegido en 1968 para la Tweede Kamer. Luego fue portavoz de relaciones exteriores y defensa. A inicios de la década de 1970 se fue al Parlamento Europeo, siendo Presidente del Parlamento Europeo desde el 19 de enero de 1982 hasta el 24 de julio de 1984.
Durante el tercer gobierno de Ruud Lubbers (1989-1994) fue Secretario de Estado para Asuntos Europeos. Sirvió subsecuentemente en un segundo período en el parlamento Europeo, donde dedicó bastante tiempo a solicitar el ingreso de Turquía a la Unión Europea.
| Predecesor: Simone Veil | Presidente del Parlamento Europeo 1982 - 1984 | Sucesor: Pierre Pflimlin |

- Datos: Q1334935
- Multimedia: Piet Dankert / Q1334935